# Boeing Starliner-1
Boeing Starliner-1 será la primera misión operacional de la Boeing CST-100 Starliner a la Estación Espacial Internacional, y según lo planeado será el cuarto vuelo orbital en total de la cápsula, en este caso con una tripulación de cuatro para el transporte de miembros de una futura expedición de la ISS. Este marcaría el cuarto vuelo espacial estadounidense con una mujer comandante tras el STS-93, STS-114, y STS-120. El lanzamiento estaba planeado para no antes de 2025 aunque retrasos en las misiones Boe-OFT 2 y Boe-CFT la empujaron hacia 2024 con oportunidades de lanzamiento en abril y septiembre.No obstante, por problemas para llevar a cabo la misión, ha sido aplazada hasta no antes del 2025. 

## Tripulación
Como es el primer vuelo operacional de la cápsula no se espera que haya un cosmonauta ruso a bordo del vehículo ya que Roscosmos ha declarado que no quieren poner cosmonautas en el Starliner o Crew Dragon hasta que no hayan completado sus misiones con éxito. El cuarto asiento probablemente será ocupado por un astronauta de la nasa o un socio internacional como es el caso en la SpaceX Crew-1 y el astronauta de la JAXA Soichi Noguchi. A finales de agosto de 2020 se asignó a Jeanette J. Epps a la tripulación como especialista de misión y el 21 de mayo de 2021 el astronauta de la JAXA Koichi Wakata fue anunciado como cuarto miembro de la tripulación.
| Puesto                   | Astronauta                        | Astronauta                        |
| ------------------------ | --------------------------------- | --------------------------------- |
| Comandante               | Scot D. Tingle, NASA Tercer vuelo | Scot D. Tingle, NASA Tercer vuelo |
| Piloto                   | Michael Fincke, NASA Primer vuelo | Michael Fincke, NASA Primer vuelo |
| Especialista de Misión 1 | Jeanette J. Epps, NASA            | Jeanette J. Epps, NASA            |
| Especialista de Misión 2 | TBD, JAXA o CSA                   | TBD, JAXA o CSA                   |

## Misión
Esta misión marcará la primera reutilización de una Starliner. El vehículo iba a ser usado inicialmente en la misión Boeing-OFT en diciembre de 2019. El 22 de diciembre de 2019 la comandante Sunita Williams anunció que la nave se llamaría "Calypso". Calypso ahora se utilizará en la Boe-CFT.